# 伊翁 (希腊神话)
伊翁（英語：Ion）是古希腊神话人物之一。其事迹反映于欧里庇得斯的相关记述。曾与阿波罗发生联系，后获得战争胜利，成为古希腊爱奥尼亚的起源。亦见于相关古典作家之著述。